# Sériers
Sériers est une ancienne commune française, située dans le département du Cantal en région Auvergne-Rhône-Alpes. Elle a fusionné le 1er janvier 2017 avec les communes de Lavastrie, Neuvéglise et Oradour pour constituer la commune nouvelle de Neuvéglise-sur-Truyère.

## Géographie
Commune du Massif central située sur le ruisseau des Ternes et la planèze de Saint-Flour, haut plateau formé par l'ancien volcan du Cantal.

### Communes limitrophes
En 2016, année précédant la création de la commune nouvelle de Neuvéglise-sur-Truyère, Sériers était limitrophe de cinq autres communes. Depuis le 1er janvier 2017, elle est une commune déléguée de cette commune nouvelle.
| Les Ternes |                   | Villedieu |
| Neuvéglise | Sériers (en 2016) |           |
|            | Lavastrie         | Alleuze   |

## Toponymie
En auvergnat, elle se nomme Serièrs, graphie normalisée, prononcé « Sérièsse », nom relevé sur place en 2004.

## Histoire
Un projet de fusion avec les communes d'Oradour, Neuvéglise et Lavastrie pour créer une commune nouvelle appelée Neuvéglise-sur-Truyère à compter du 1er janvier 2017 a été approuvé par les 4 conseils municipaux le 11 juin 2016.

## Politique et administration
| Période      | Période  | Identité      | Étiquette | Qualité    |
| ------------ | -------- | ------------- | --------- | ---------- |
| janvier 2017 | En cours | Bernard Maury | DVD       | Commerçant |

| Période                                  | Période       | Identité      | Étiquette | Qualité    |
| ---------------------------------------- | ------------- | ------------- | --------- | ---------- |
| Les données manquantes sont à compléter. |               |               |           |            |
|                                          |               |               |           |            |
| mars 2001                                | décembre 2016 | Bernard Maury | DVD       | Commerçant |

## Démographie
L'évolution du nombre d'habitants est connue à travers les recensements de la population effectués dans la commune depuis 1793. À partir du 1er janvier 2009, les populations légales des communes sont publiées annuellement dans le cadre d'un recensement qui repose désormais sur une collecte d'information annuelle, concernant successivement tous les territoires communaux au cours d'une période de cinq ans. 
Pour les communes de moins de 10 000 habitants, une enquête de recensement portant sur toute la population est réalisée tous les cinq ans, les populations légales des années intermédiaires étant quant à elles estimées par interpolation ou extrapolation. Pour la commune, le premier recensement exhaustif entrant dans le cadre du nouveau dispositif a été réalisé en 2004,.
En 2014, la commune comptait 136 habitants, en évolution de +2,26 % par rapport à 2009 (Cantal : −1,19 %, France hors Mayotte : +2,49 %).
| 1793 | 1800 | 1806 | 1821 | 1831 | 1836 | 1841 | 1846 | 1851 |
| ---- | ---- | ---- | ---- | ---- | ---- | ---- | ---- | ---- |
| 432  | 435  | 447  | 453  | 542  | 542  | 500  | 480  | 487  |

| 1856 | 1861 | 1866 | 1872 | 1876 | 1881 | 1886 | 1891 | 1896 |
| ---- | ---- | ---- | ---- | ---- | ---- | ---- | ---- | ---- |
| 398  | 392  | 362  | 366  | 361  | 357  | 377  | 404  | 417  |

| 1901 | 1906 | 1911 | 1921 | 1926 | 1931 | 1936 | 1946 | 1954 |
| ---- | ---- | ---- | ---- | ---- | ---- | ---- | ---- | ---- |
| 410  | 408  | 402  | 342  | 285  | 329  | 305  | 246  | 210  |

| 1962 | 1968 | 1975 | 1982 | 1990 | 1999 | 2004 | 2009 | 2014 |
| ---- | ---- | ---- | ---- | ---- | ---- | ---- | ---- | ---- |
| 204  | 193  | 186  | 165  | 172  | 148  | 140  | 133  | 136  |

## Culture locale et patrimoine

### Lieux et monuments
- Le grand dolmen de la Table au Loup, ou Table de Maleu, datant du Néolithique, enfoui dans un tumulus, est classé au titre des monuments historiques en 1911[5].
- Le menhir christianisé de la Croix-Grosse, datant également du Néolithique, est lui aussi classé au titre des monuments historiques en 1911[6].
- La Pierre Plantade, appelée aussi menhir de Bargueyrac mais dont le caractère mégalithique est incertain, classée au titre des monuments historiques en 1911[7].
- Église Saint-Jacques.
- La fontaine salée se trouve dans la commune de Sériers ; son nom ne provient pas du fait que l'eau est salée mais que les impôts sur le sel se prélevaient en ce lieu.

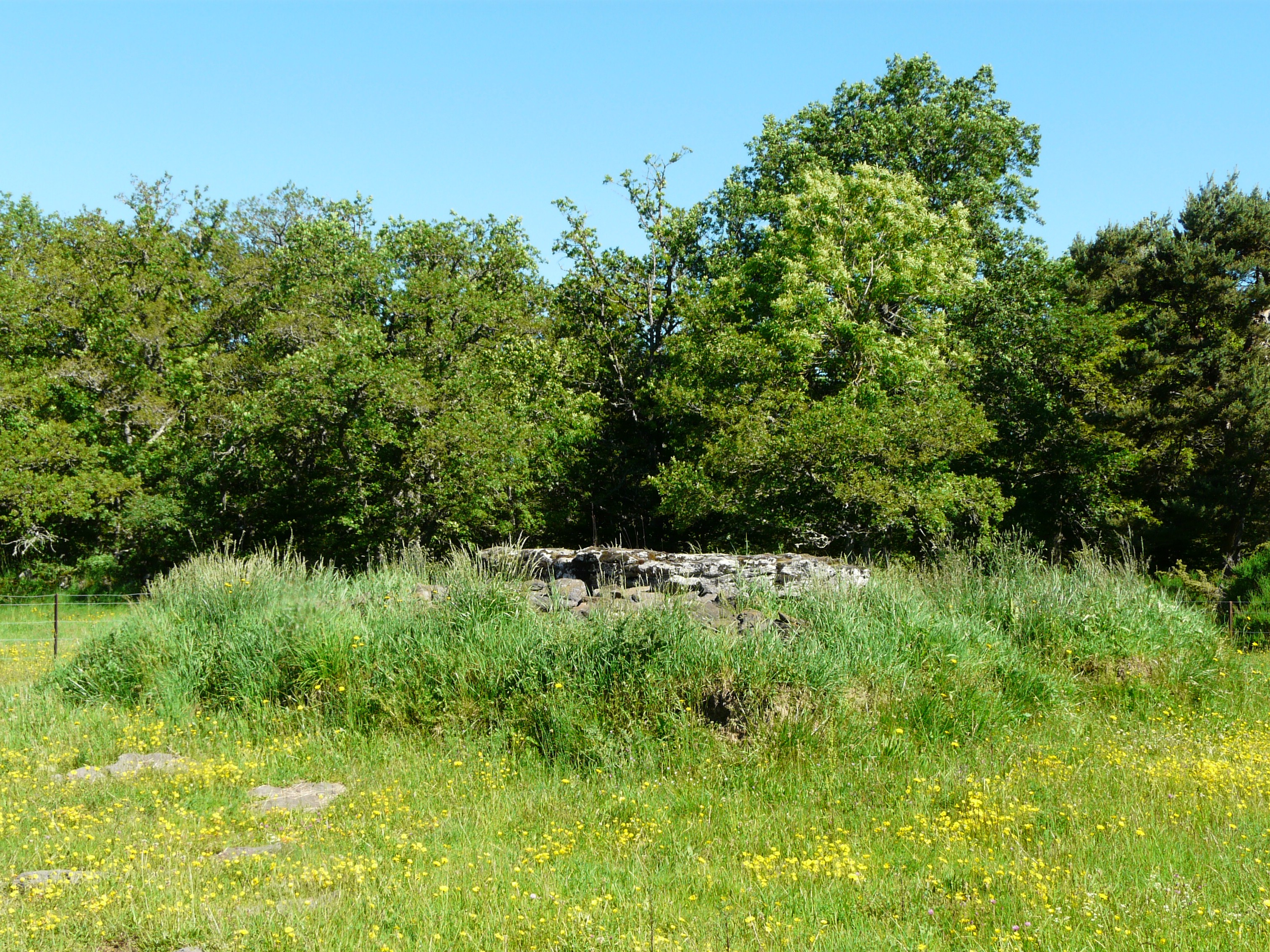
Le dolmen de la Table au Loup, dépassant du tumulus.
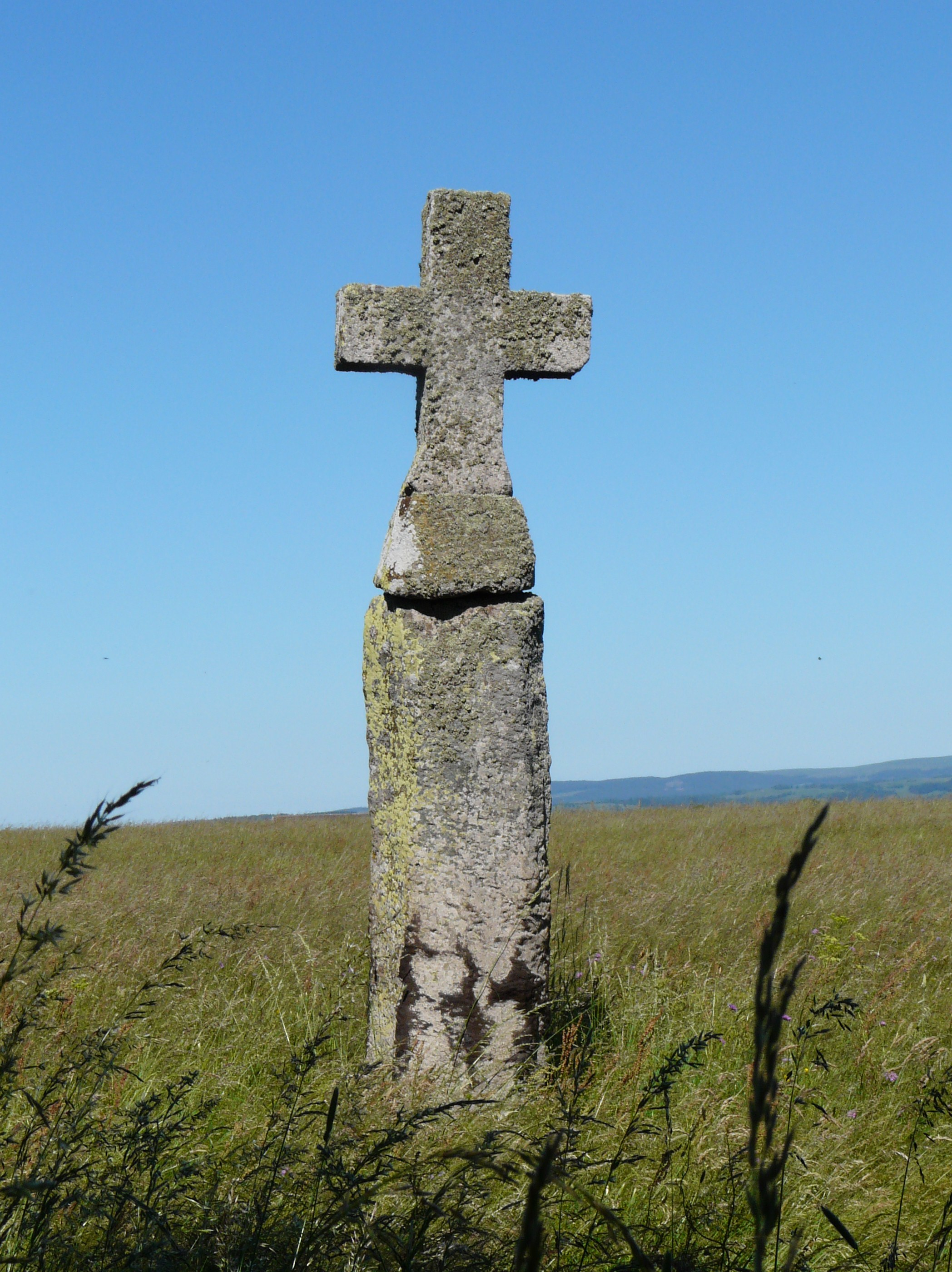
Le menhir christianisé.
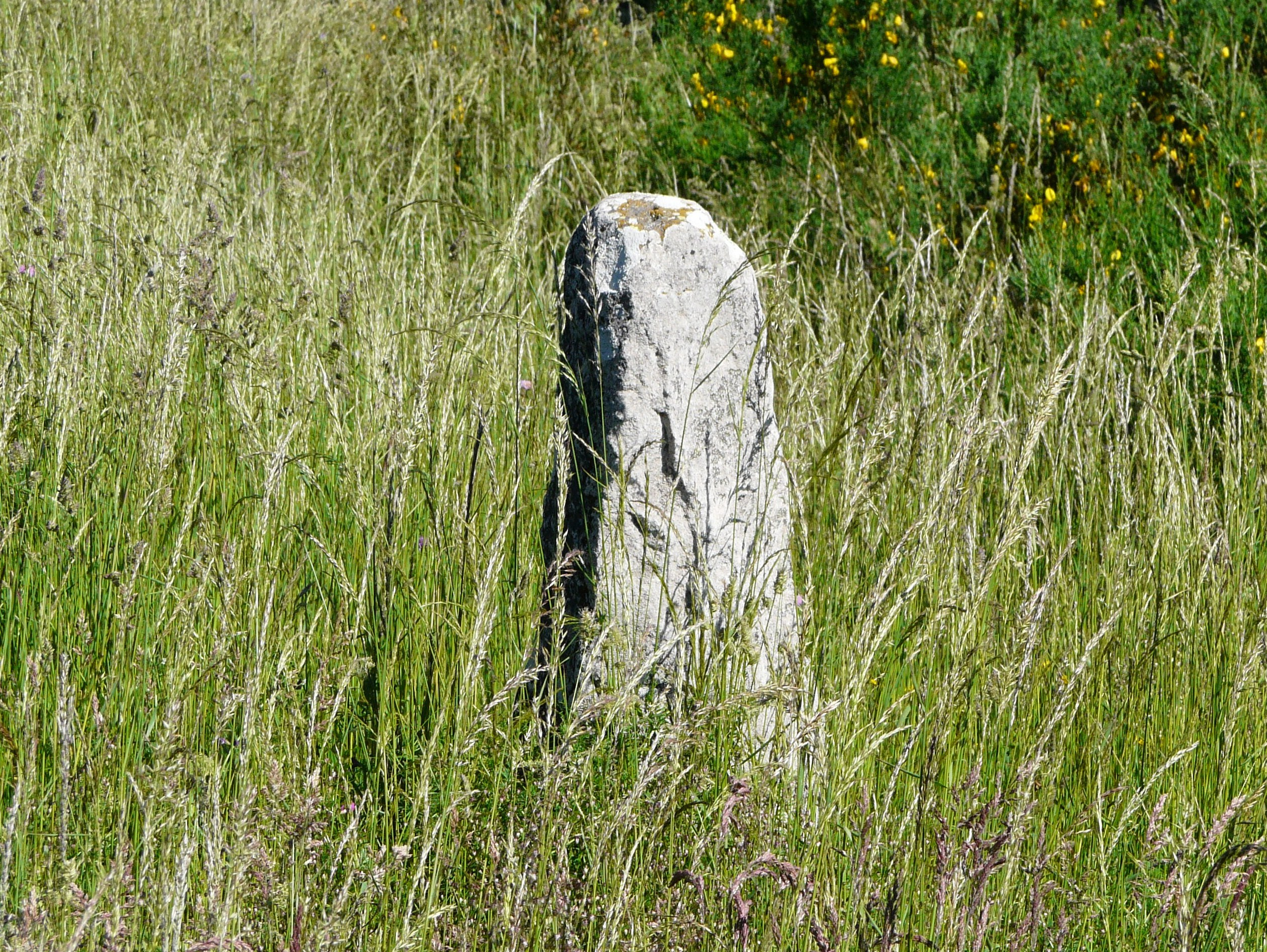
Le menhir de Bargueyrac.
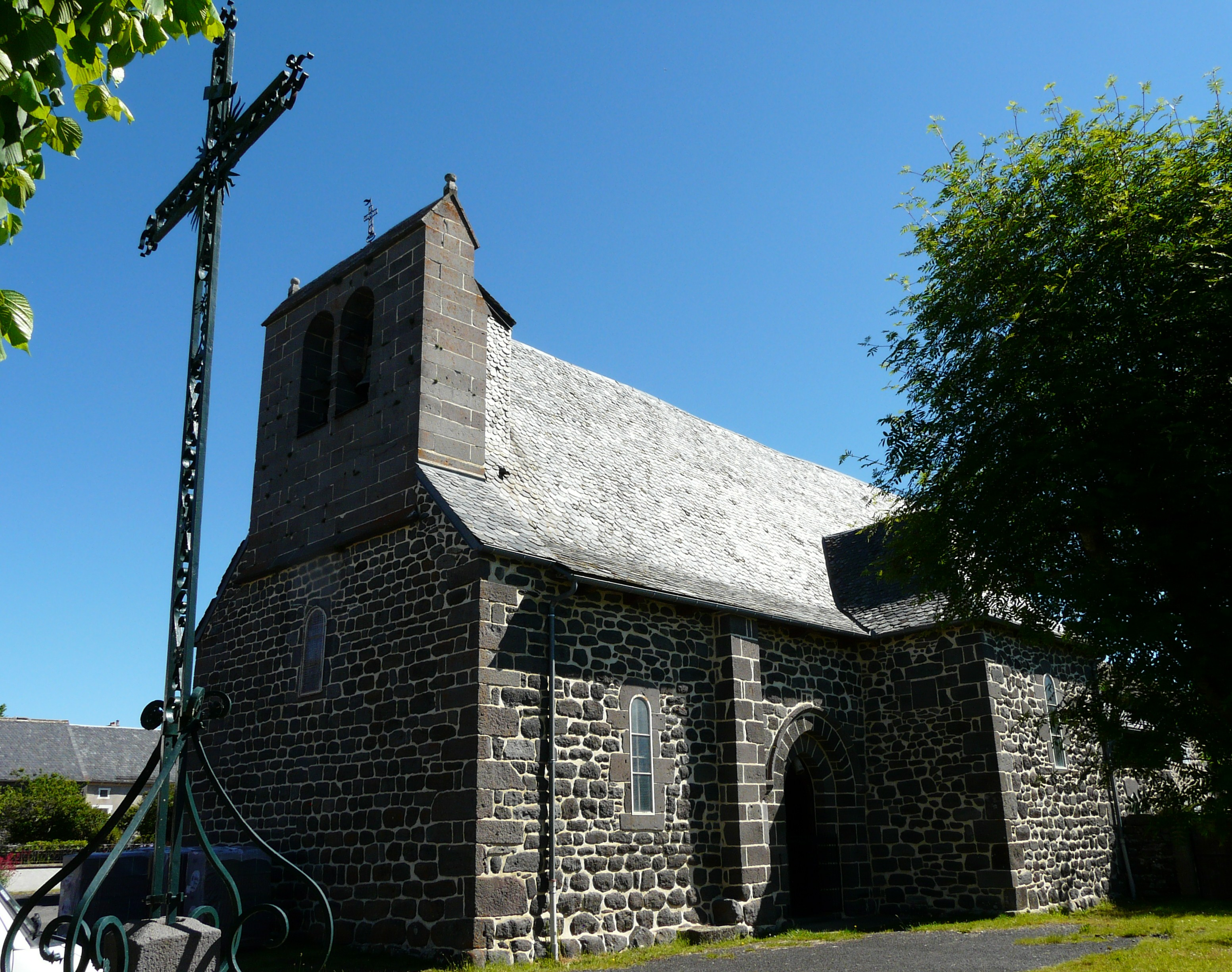
L'église.
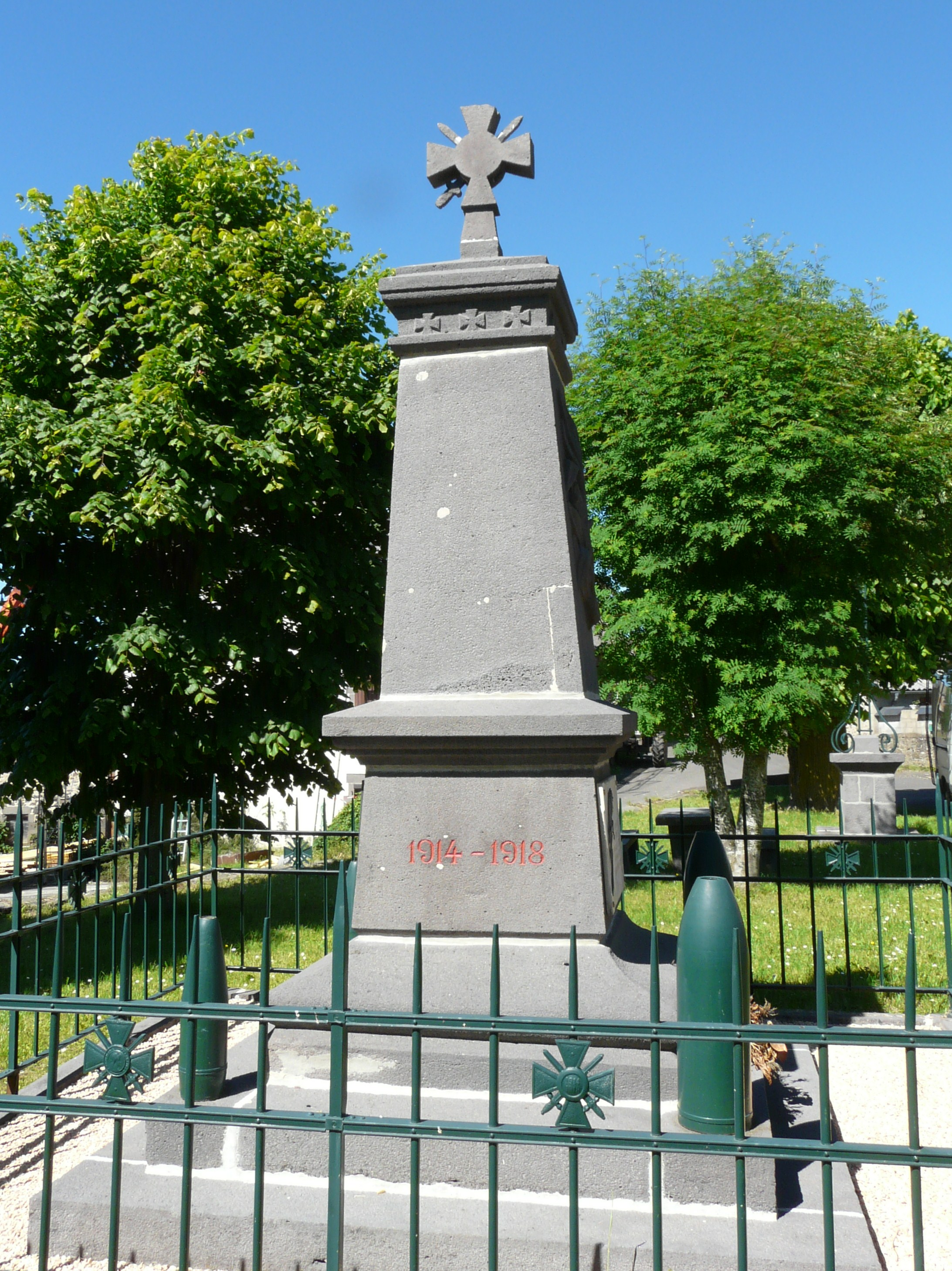
Le monument aux morts.
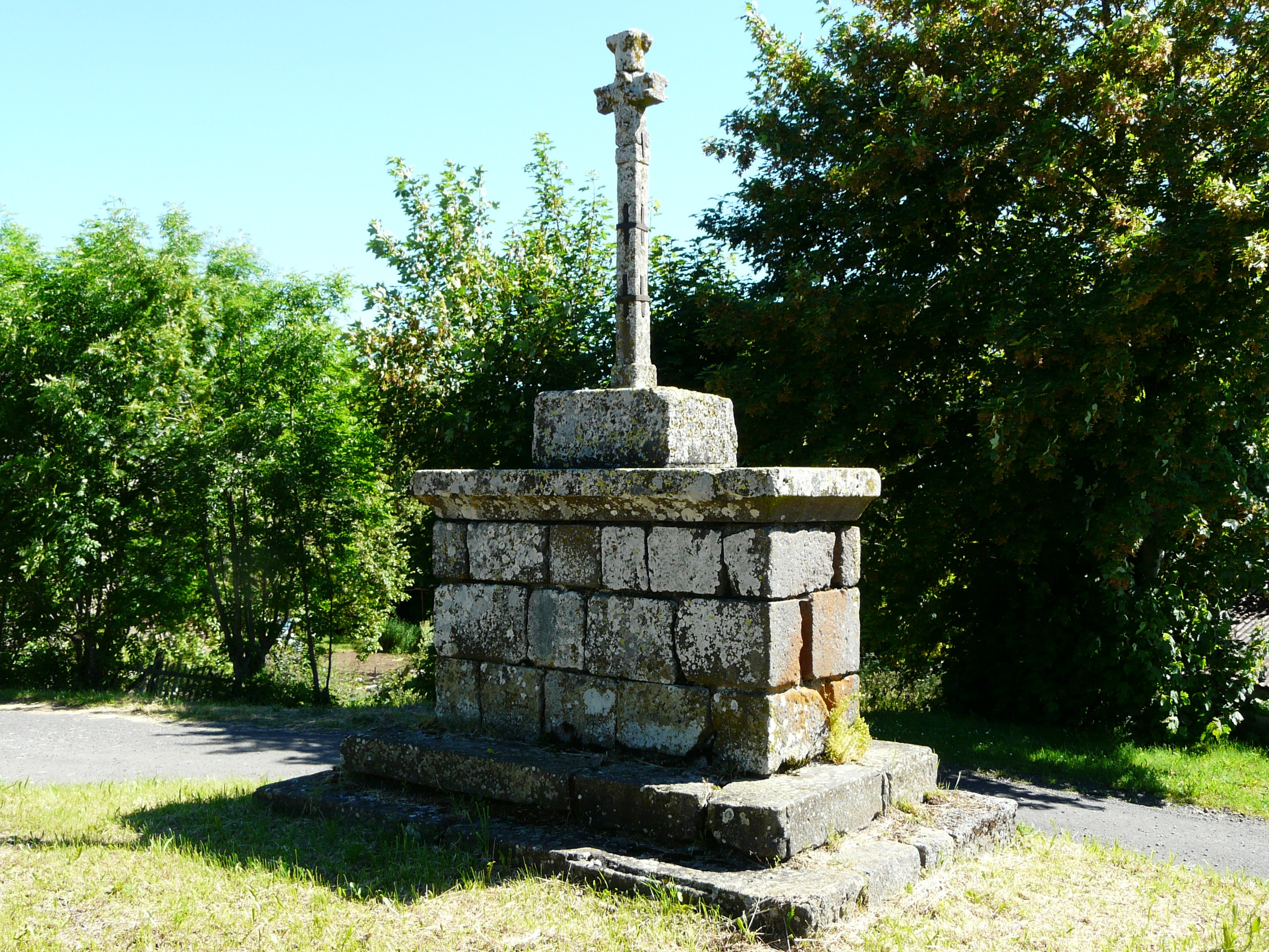
Croix ancienne.